# Henschel Hs P.87
De Henschel Hs P. was een project voor een vliegtuig voor het verlenen van ondersteuning aan grondtroepen, dat werd ontwikkeld door de Duitse vliegtuigbouwer Henschel.

## Ontwikkeling
Het project stond onder leiding van de hoofdontwerper van Henschel Dipl-Ing Friedrich Nicolaus. Het was eendvliegtuig waarbij kleine hulpvleugels zich voor de vleugels bevinden. Door gebruik te maken van dit model kon men de motor in de staart van het toestel aanbrengen. Ook gaf dit de mogelijkheid om een zware bewapening, geconcentreerd in de rompneus aan te kunnen brengen. Een nadeel van dit soort ontwerpen was dat het problemen kon veroorzaken met het zwaartepunt van het vliegtuig.
Men besteedde veel aandacht tijdens de ontwikkelfase aan de plaatsing van de cockpit en het uitzicht dat de piloot en boordschutter hieruit hadden. Ook moest men een cockpit ontwikkelen die de minste weerstand zou gaan bieden.
Een van de in het oog springende eigenschappen van het toestel was de manier waarop de bemanning het toestel kon verlaten in geval van nood. Dit gebeurde door de gehele cockpit en de neus van het toestel door explosieve bouten van de rest van het toestel te scheiden. Zo voorkwam men ook dat de bemanning in aanraking kwam met de propellers.
De bewapening bestond uit vier 30 mm MK108 kanonnen in de onderkant van de neus. Onder de vleugels konden bommen of raketten worden vervoerd.
De vleugels waren laag tegen de rompzijkant aangebracht en hadden een pijlstand van 30 graden aan de vleugelvoorrand. Ze waren tegen het achterste deel van de romp geplaatst. Het toestel was geheel van metaal vervaardigd. Aan het einde van ieder vleugeltip bevond zich een richtingsroer. De rompneus was van glazen panelen voorzien voor een goed uitzicht naar beneden.
De motor was een 24 cilinder Daimler-Benz DB 610 vloeistofgekoelde V-lijnmotor van 2.200 pk. Dit waren in principe twee gekoppelde DB 601 motoren. Deze zouden worden voorzien van twee vierbladige contraroterende propellers. De luchtinlaat en radiator bevonden zich onder het midden van de romp.
Er was een neuswiel landingsgestel aangebracht. Het neuswiel werd in de rompneus opgetrokken, het hoofdlandingsgestel binnenwaarts in de vleugels.
Het ontwerpproces en het maken van een schaalmodel was al in een vergevorderd stadium, met de toestemming van het Technisches Amt, toen men van hogerhand het project stillegde. Men gaf als reden op dat de bemanning niet zou kunnen wennen aan het feit dat de propellers zich achter hen en de stuurvlakken aan de rompneus zich voor hen bevonden.
Er zijn twee tekeningen bekend van dit ontwerp waarop (waarschijnlijk) ook twee verschillende uitvoeringen zijn te zien. Het verschil betreft hoofdzakelijk de cockpit en de richtingsroeren. De cockpit is wat gestroomlijnder uitgevoerd en de richtingsroeren aan de vleugels zijn ronder en groter uitgevoerd. Ze steken nu ook even ver boven als onder de vleugel uit.